# Clary-Aldringenové
Clary-Aldringenové jsou rakouský šlechtický rod italského původu. Rodová aliance vznikla po vymření Aldringenů (1664), krátce nato získali hraběcí titul (1666) a v roce 1767 byli povýšeni do knížecího stavu. Členové rodu zastávali řadu významných funkcí ve správě Českého království a celé habsburské monarchie. Vlastnili řadu statků v Českém království, jejich nejvýznamnějším sídlem byly Teplice. Zasloužili se o rozvoj teplických lázní a později i turistiky v Českém Švýcarsku, které se nacházelo na jejich pozemcích. V roce 1945 byl majetek v Československu zkonfiskován a rodina odsunuta. Dnes žijí členové rodu převážně v Německu.

## Dějiny rodu
Rod Claryů (původně de Clario) pochází pravděpodobně z Toskánska a první zmínky spadají do 14. století. Prapředek Bernard I. (Bernardo de Claris „z Florencie“) obdržel údajně 29. června 1363 český inkolát od císaře Karla IV.  Do Čech se dostal za třicetileté války František Clary de Riva, který v roce 1623 zakoupil od české komory konfiskované statky na Žatecku (Dobříčany) a Chomutovsku (Bílence). Teprve pak získal inkolát v Českém království (1627) a v roce 1641 byl povýšen do stavu svobodných pánů. Jeho syn Jeroným († 1671) dosáhl v císařské armádě hodnosti generála a jako manžel Anny Marie z Aldringenu († 1661) se stal dědicem jejích bratrů. Rod Aldringenů vymřel v roce 1664 a Jeronýmův jediný syn Jan Jiří Marek s císařským svolením sloučil erb a jméno Claryů a Aldringenů, zároveň byl povýšen do hraběcího stavu (1666) a zdědil Teplice s dalšími aldringenovskými statky v Čechách.

### Clary-Aldringenové v Čechách v 17. a 18. století

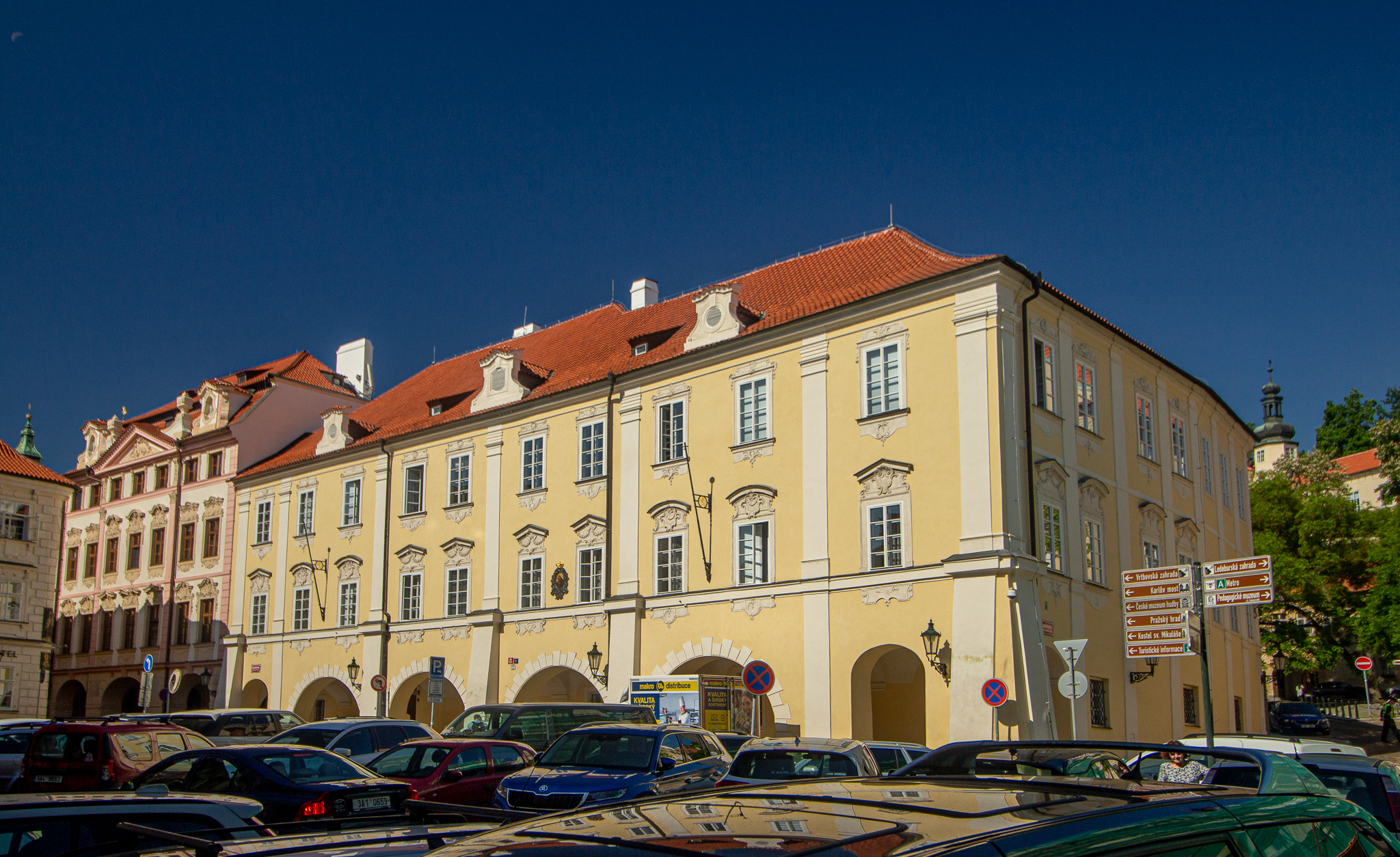
Rodový palác v Praze na Malé Straně

Jan Jiří Marek (1638–1700) rozšířil majetek rodu přikoupením Kostomlat pod Milešovkou (1687) nebo Lenešic (1684), podařilo se mu také připojit další díly Benešova nad Ploučnicí, ale jedna čtvrtina benešovského panství zůstala až do 20. století majetkem Thun-Hohensteinů. Mimoto skoupil také několik domů v Praze na Malé Straně a nechal vystavět rodinný palác, dnes známý jako Aueršperský. Jan Jiří Marek zastával funkce v Čechách a Horních Rakousích a několik let byl vyslancem u saského dvora v Drážďanech. Přátelské kontakty Clary-Aldringenů a saské panovnické rodiny přispěly k rozvoji teplických lázní.
Díky třem manželstvím Jana Jiřího Marka a početnému potomstvu se rodina během 18. století rozrostla a Clary-Aldringenové vlastnili řadu statků v různých částech Čech. Karel Ignác (1729–1791) byl c. k. tajným radou, komořím a nejvyšším mincmistrem Českého království, vlastnil Jetřichovice na Sedlčansku, Kunčice u Nového Bydžova a díky sňatku také Novou Bystřici v jižních Čechách. Významnou osobností rodu byl právník Leopold Kašpar (1736–1800), který vlastnil Dobříčany, v letech 1773–1775 byl nejvyšším zemským komorníkem na Moravě a poté dlouholetým česko-rakouským místokancléřem, byl též autorem právnických spisů.

### Knížecí větev v Teplicích

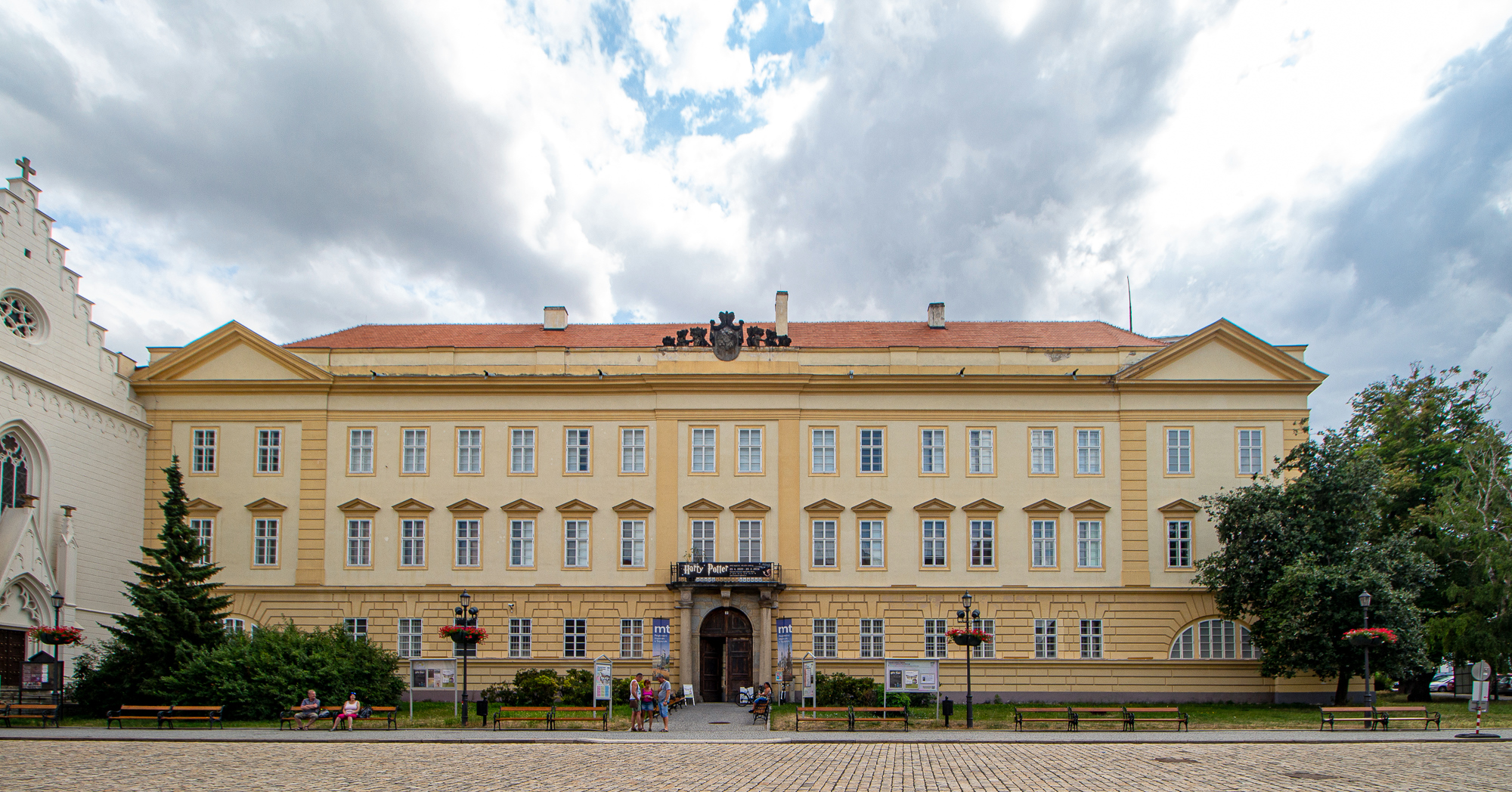
Zámek Teplice

I když se rod v 17. – 18. století poměrně rozvětvil a vlastnil řadu statků v různých částech Čech, nejvýznamnější zůstávala hlavní linie na Teplicích. František Karel (1675–1751) rozšířil majetek přikoupením Krupky (1710) a dalších menších statků, byl též významným donátorem řady sakrálních staveb. Byl c. k. tajným radou a od roku 1722 nejvyšším lovčím Českého království. V roce 1747 zřídil z teplického panství fideikomis, jehož dědicem se stal syn František Václav (1706–1788), který byl taktéž nejvyšším lovčím v Českém království a v rakouských zemích. V roce 1767 byl povýšen do knížecího stavu s tím, že titul knížete náležel prvorozenému synovi, ostatní členové rodu byli hrabata. Manželkou Františka Václava byla Marie Josefa, rozená princezna Hohenzollern-Hechingen (1728–1801), hofmistryně Marie Terezie a významná osobnost společenského života ve Vídni. Proto byl také ve Vídni v roce 1760 zakoupen palác Mollard-Clary, který pak potomkům patřil do roku 1922.

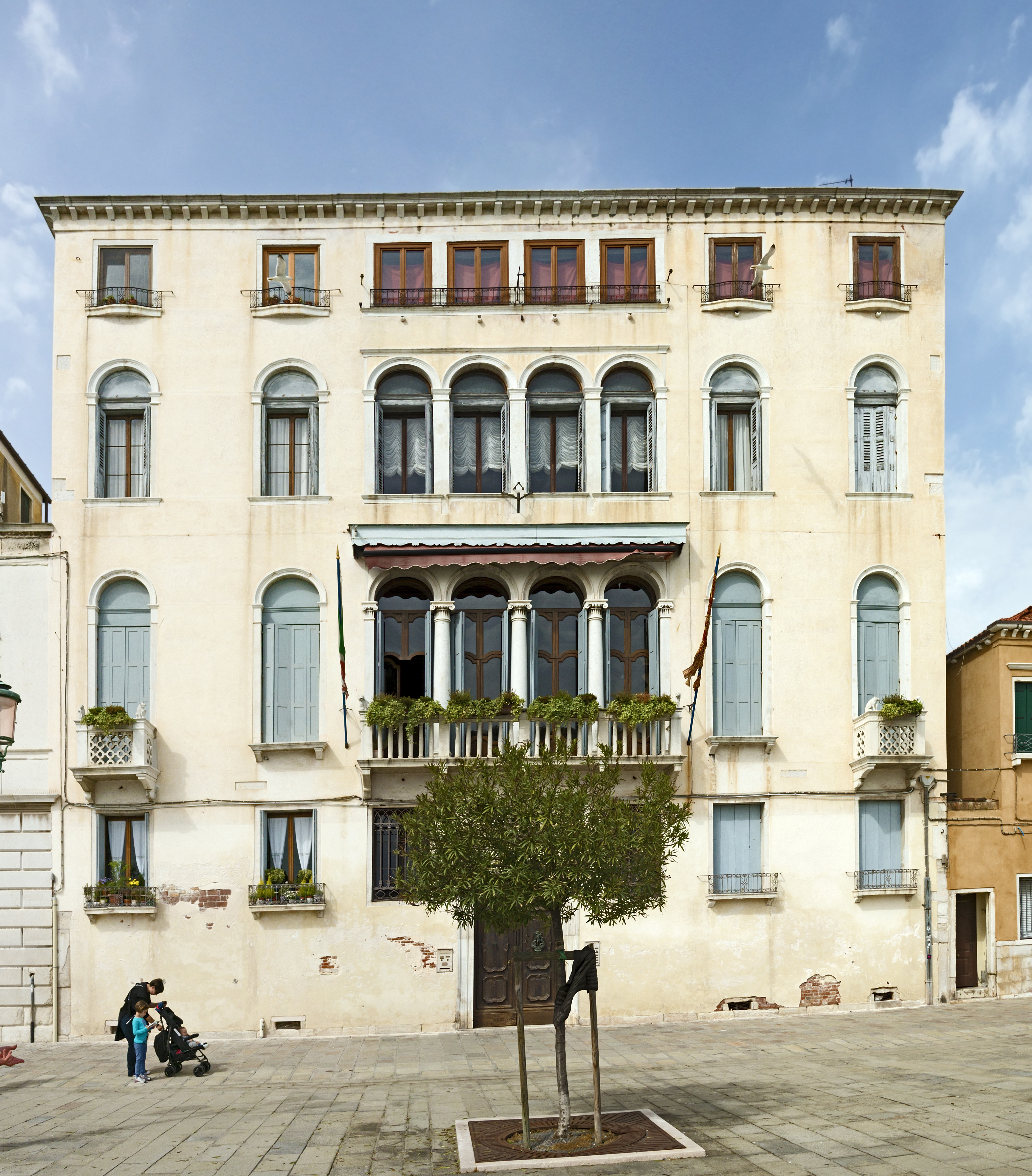
Palác Clary-Aldringenů v Benátkách

František Václav podnikl v roce 1751 zásadní přestavbu zámku v Teplicích, další úpravy proběhly za jeho nástupců, knížat Jana Nepomuka (1754–1826) a Karla Josefa (1777–1831). Ti sice nezastávali vysoké posty ve státní správě, ale patřili k významným osobnostem dvorské společnosti a popularita Teplic jako lázní stále stoupala.

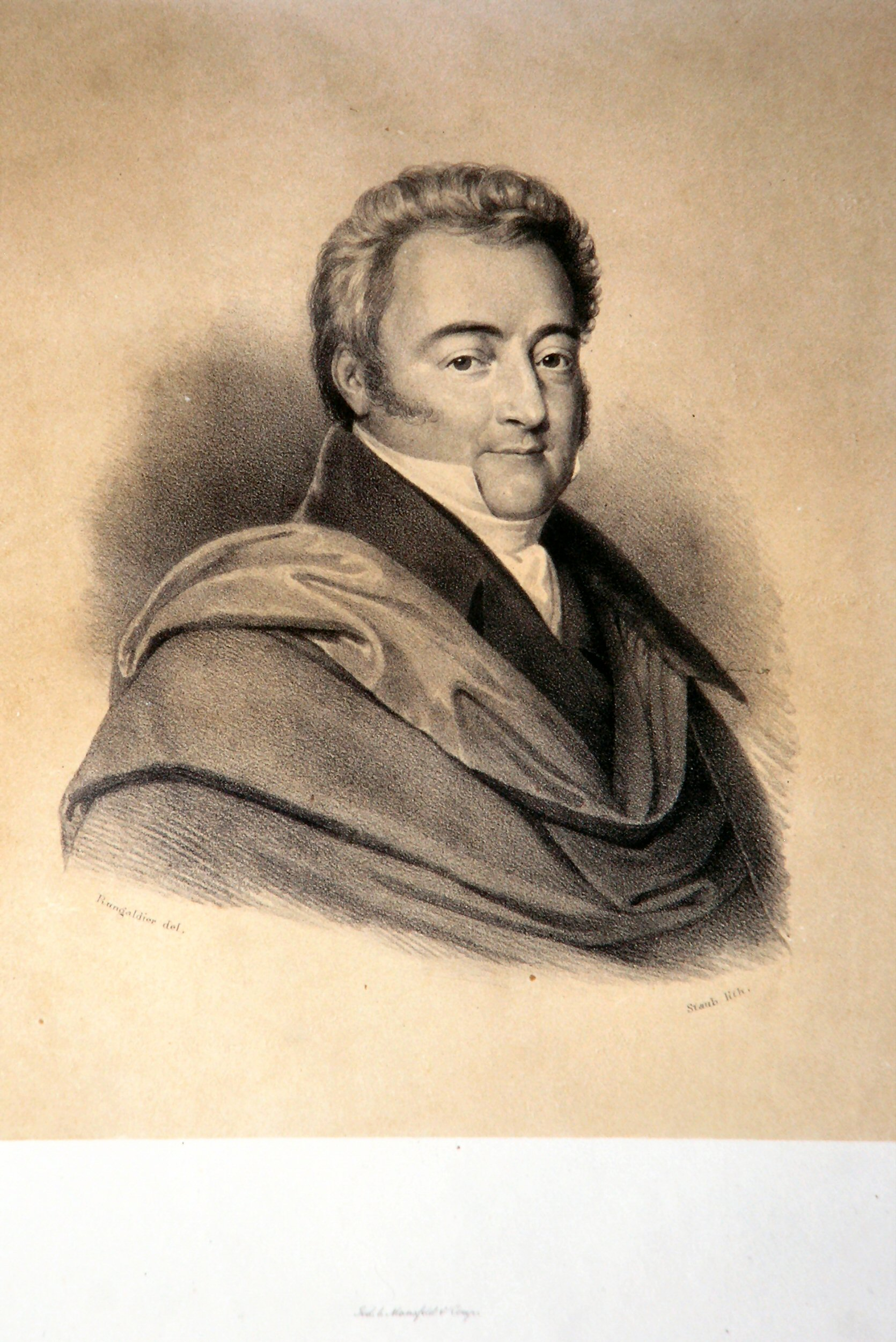
Kníže Karel Josef z Clary-Aldringenu (1777–1831)

Od 19. století žijí Clary-Aldringenové jen v jedné linii, a sice knížecí na Teplicích. Významnou osobností rodu byl kníže Edmund Mořic (1813–1894), který byl c.k. tajným radou, rytířem Řádu zlatého rouna a od roku 1861 dědičným členem rakouské panské sněmovny. Zasloužil se o rozvoj Teplic a byl prvním prezidentem společnosti Ústecko-teplické dráhy, podporoval také rozvoj turistiky v Českém Švýcarsku, které se nacházelo na jeho panství (nechal postavit Sokolí hnízdo a zpřístupnil Edmundovu soutěsku). Spolu se svým tchánem hrabětem Karlem Ludvíkem z Ficquelmontu koupil v roce 1855 palác v Benátkách, naopak v roce 1856 prodal palác v Praze a panství Benešov nad Ploučnicí.
Edmundovým dědicem byl kníže Karel Richard (1844–1920), dědičný člen panské sněmovny a jako poslanec českého zemského sněmu také vlivný politik velkostatkářské strany. Inicioval další úpravy teplického zámku a jako cestovatel rozšířil také zámecké sbírky. Jeho mladší bratři se angažovali ve státních službách, Siegfried (1848–1929) byl rakousko-uherským vyslancem ve Stuttgartu (1897–1899), Drážďanech (1899–1902) a Bruselu (1902–1914), odkud musel odejít na počátku první světové války. Další bratr Manfred (1852–1928) byl dlouholetým místodržitelem ve Štýrsku (1898–1918) a krátce i rakouským ministerským předsedou (1899).
Siegfried se v roce 1920 stal dědicem knížecího titulu a majetku po starším bratrovi, ale správu majetku hned převedl na svého syna Alfonse (1887–1978), který byl posledním majitelem Teplic. Vysoká převodní daň a následně pozemková reforma zasáhly do majetkových struktur Clary-Aldringenů, takže v roce 1922 byl z finančních důvodů prodán palác ve Vídni. Rodině ale nadále plynuly vysoké příjmy z turistiky v Českém Švýcarsku a jako akcionáři Ústecko-teplické dráhy, zestátněné v roce 1923, dostali vyplaceno jednorázově 8 miliónů korun.
Alfons z Clary-Aldringenu po vzniku Československa, zrušení šlechtických titulů a zásahům státu do soukromého majetku, zaujal nepřátelský postoj k Československé republice a jeho sympatie k německým nacionalistům nakonec vedly ke vstupu do NSDAP v roce 1940; dva z jeho synů padli na východní frontě jako příslušníci wehrmachtu. V květnu 1945 se rodina pokusila uprchnout do americké okupační zóny, což se nepodařilo, v létě 1945 musela rodina pracovat při žních na Teplicku a poté byla odsunuta do Německa.
Současnou hlavou rodu je Hieronymus Clary und Aldringen (* 1944), narozený v Teplicích. Žije ve Frankfurtu a podniká ve finančním poradenství, jeho majetkem je mimo jiné zámek Herrnau na jižní periferii Salcburku, který rodina koupila v roce 1919. Po roce 1989 příležitostně navštěvuje Teplice.

## Významné osobnosti rodu
- Jan Jiří Marek (1638–1700), vyslanec v Drážďanech
- František Karel (1675–1751), nejvyšší lovčí Českého království
- František Václav (1706–1788), nejvyšší lovčí císařského dvora, 1767 povýšen do knížecího stavu
- Karel Ignác (1729–1791), nejvyšší mincmistr Českého království
- Leopold Kašpar (1736–1800), nejvyšší komoří na Moravě a dvorský místokancléř
- Karel Josef (1777–1831), státní úředník a protinapoleonský velitel, později spisovatel memoárů, malíř a ilustrátor v Neapoli
- Leontina, provdaná Radziwillová (1811–1890), básnířka a kreslířka
- Edmund Mořic (1813–1894), dědičný člen rakouské panské sněmovny, rytíř Řádu zlatého rouna
- Siegfried (1848–1929), rakousko-uherský diplomat, vyslanec v Bruselu
- Manfred (1852–1928), místodržitel ve Štýrsku, rakouský předseda vlády
- Alfons (1887–1978), poslední majitel Teplic, člen SdP a NSDAP

## Přehled majetku
- Benešov nad Ploučnicí (1664–1856)
- Bynovec (1664–1945)
- Dobříčany (1623–1804)
- Jetřichovice (1770–1784)

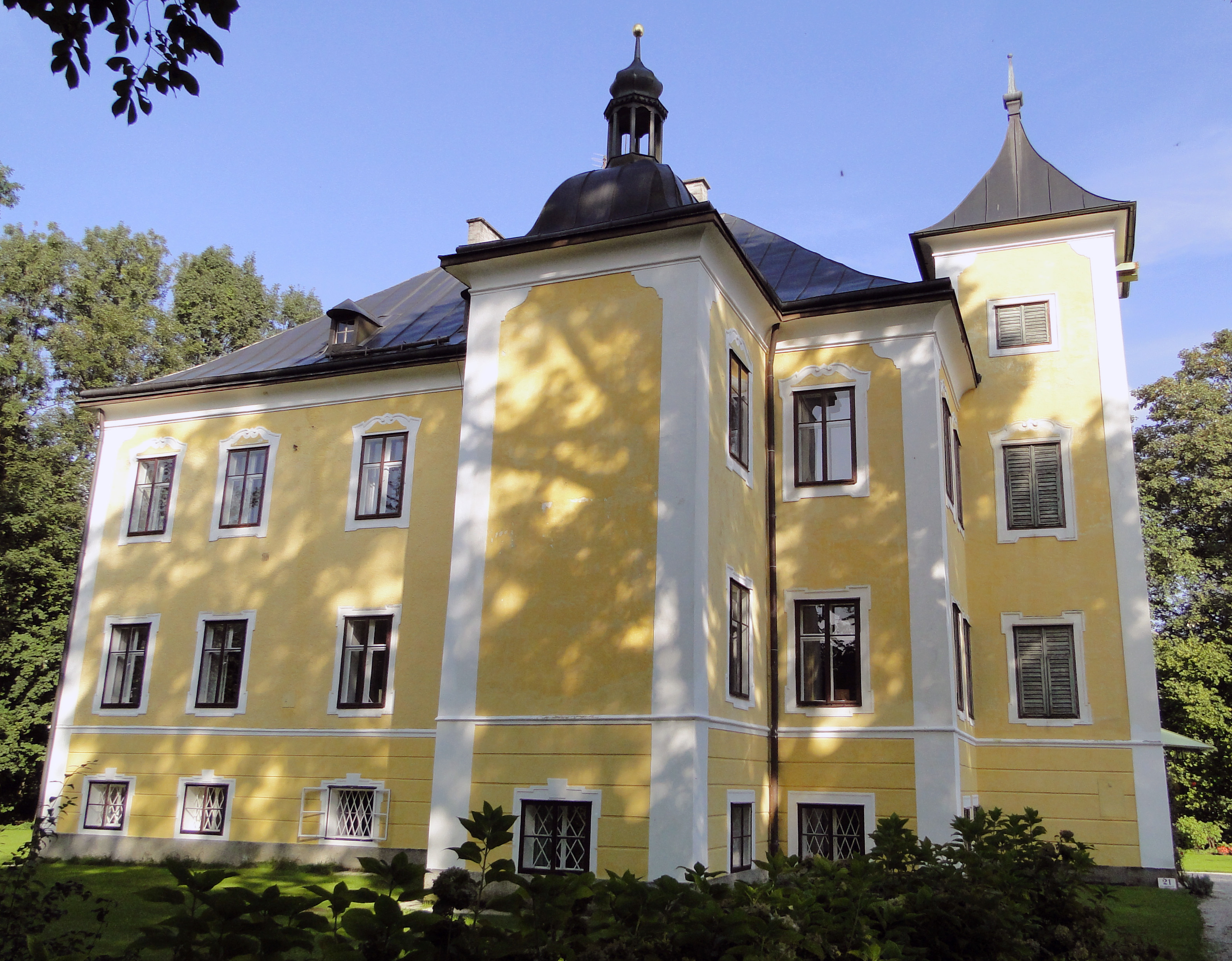
Zámek Herrnau v Salcburku, majetek Clary-Aldringenů od roku 1919

- Kostomlaty pod Milešovkou (1687–1770)
- Krupka (1710–1945)
- Lobeč (1765–1802)
- Nová Bystřice (1754–1791)
- Teplice (1664–1945)

## Erb
Knížecí znak je čtvrcený červeným pruhem napříč, uprostřed se nachází štítek s císařským orlem na zlatém poli. Nahoře vpravo se třpytí tři stříbrné hvězdy na modrém poli, vlevo leží na zlatém poli koruna se dvěma černými háky. Dole vpravo se ve zlatém poli nacházejí tři šindele, vlevo svítí v modrém poli bílá věž.

## Příbuzní
Příbuzensky se spojili s Mitrovskými, Šternberky, Straky z Nenabylic, Chotky, Podstatskými, Lemberky, Radziwiłły a dalšími zahraničními rody.